# Engenberg

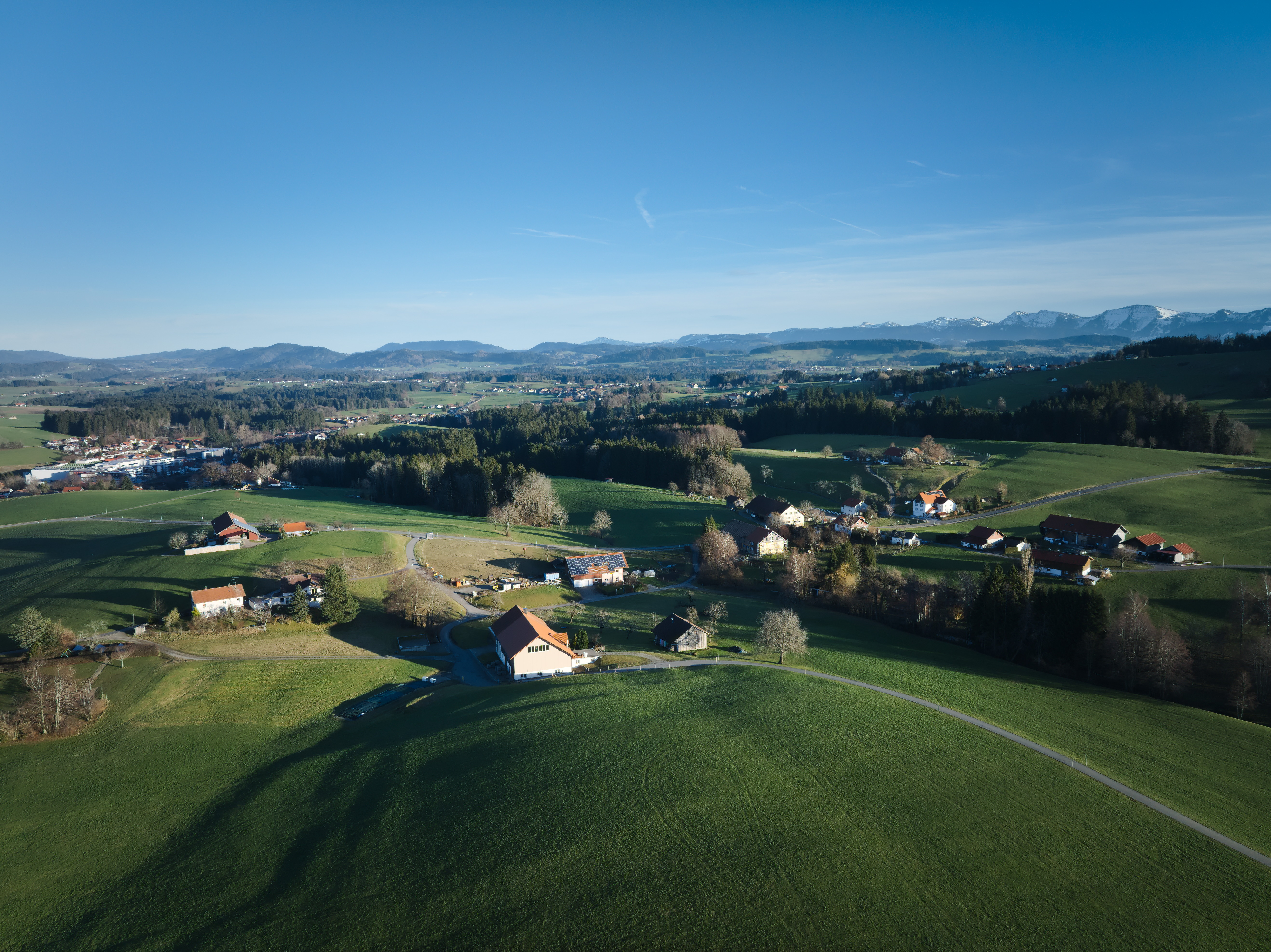
Engenberg mit Blick nach Osten

Engenberg (westallgäuerisch: Engəberg doba) ist ein Gemeindeteil der Marktgemeinde Heimenkirch im bayerisch-schwäbischen Landkreis Lindau (Bodensee).

## Geografie
Das Dorf liegt circa ein Kilometer südöstlich des Hauptorts Heimenkirch und zählt zur Region Westallgäu. Nördlich der Siedlung verlaufen die Bahnstrecke Buchloe–Lindau sowie die Bundesstraße 32. Südlich verläuft die Gemeindegrenze zu Nadenberg in der Stadt Lindenberg im Allgäu.

## Ortsname
Der Ortsname stammt vom Personen(kurz)namen Enge oder Ëmmo und bedeutet somit (Siedlung an) der Anhöhe des Enge/Ëmmo.

## Geschichte
Engenberg wurde erstmals urkundlich im Jahr 1392 mit einem Gut zu Emmoberg erwähnt. 1746 fand die Vereinödung des Orts mit fünf Teilnehmern statt. Die Ortschaft gehörte einst zum Gericht Simmerberg in der Herrschaft Bregenz. 1722 wurde die Troparskapelle bzw. Rupertskapelle errichtet. 1886 wurde die baufällige Holzkapelle durch einen gemauerten Bau ersetzt.